# برايتون (أونتاريو)
برايتون، أونتاريو (بالإنجليزية: Brighton)‏ هي مدينة كندية تقع في مقاطعة أونتاريو. تبلغ مساحة هذه المدينة 222.5218 (كم²)، ويبلغ عدد سكانها 10253 نسمة حسب إحصاء سنة 2006 م، بينما كان يسكنها 9449 نسمة في سنة 2001 م. تحتل هذه المدينة المرتبة رقم 370 بين مدن كندا حسب عدد السكان والمرتبة رقم 142 في المقاطعة. نما عدد السكان في هذه المدينة بنسبة (8.5) بين العامين المذكورين.

## أعلام
- ويزلي مونتجومري
- بنجامين فيش أوستين
- هوارد شيبارد
- مارك كيلوغ
- إدي هايوارد

## وصلات خارجية
- الأطلس الحكومي لكندا
- إحصاءات كندا مع ساعة تعداد السكان